# استری، کبک
استری، کبک (به انگلیسی: Estrie) یک منطقهٔ مسکونی در کانادا است که در استان کبک واقع شده‌است. استری ۱۰٬۲۱۴٫۳۴ کیلومتر مربع مساحت و ۳۱۲٬۱۵۰ نفر جمعیت دارد.

## بخش‌ها

### شهرستان‌ها
| نام               | جمعیت ۲۰۱۱ میلادی | مساحت                                      | تراکم جمعیت (نفر به کیلومتر مربع) | مرکز          |
| ----------------- | ----------------- | ------------------------------------------ | --------------------------------- | ------------- |
| کوتیکوک           | ۱۸٬۸۴۷            | ۱٬۳۳۸٫۹۸ کیلومتر مربع (۵۱۶٫۹۸ مایل مربع)   | ۱۴٫۱                              | کوتیکوک       |
| لو گرانیت         | ۲۲٬۲۵۹            | ۲٬۷۳۴٫۸۵ کیلومتر مربع (۱٬۰۵۵٫۹۳ مایل مربع) | ۸٫۱                               | لاک-مگانتیک   |
| لواو-سن-فرانسوا   | ۲۲٬۰۶۵            | ۲٬۲۷۵٫۸۸ کیلومتر مربع (۸۷۸٫۷۲ مایل مربع)   | ۹٫۷                               | کوکشایر-ایتون |
| لو وال-سن-فرانسوا | ۲۹٬۶۵۴            | ۱٬۴۰۳٫۹۶ کیلومتر مربع (۵۴۲٫۰۷ مایل مربع)   | ۲۱٫۱                              | ریچموند       |
| له سورس           | ۱۴٬۷۵۶            | ۷۸۶٫۲۳ کیلومتر مربع (۳۰۳٫۵۷ مایل مربع)     | ۱۸٫۸                              | اسبستوس       |
| مامفرماگوگ        | ۴۸٬۵۵۱            | ۱٬۳۲۰٫۹۶ کیلومتر مربع (۵۱۰٫۰۳ مایل مربع)   | ۳۶٫۸                              | ماگوگ         |

### شهرک‌ها
| نام    | جمعیت ۲۰۱۱ میلادی | مساحت                                  | تراکم جمعیت (نفر به کیلومتر مربع) | مرکز   |
| ------ | ----------------- | -------------------------------------- | --------------------------------- | ------ |
| شربروک | ۱۵۴٬۶۰۱           | ۳۶۷٫۱۰ کیلومتر مربع (۱۴۱٫۷۴ مایل مربع) | ۴۳۷٫۴                             | شربروک |

## مناطق مهم مسکونی
- اسبستوس
- کوتیکوک
- کوکشایر-ایتون
- دنویل
- ایست انگوس
- لاک-مگانتیک
- ماگوگ

- ریچموند
- شربروک
- ستنستید
- والکور
- واترویل
- ویندسور